# Anaea anna
Anaea anna är en fjärilsart som beskrevs av Otto Staudinger 1897. Anaea anna ingår i släktet Anaea och familjen praktfjärilar. Inga underarter finns listade i Catalogue of Life.